# 誠成公倫
誠成公倫（せいせいこうりん）は、兵庫県西宮市に本部を置く神道系の宗教団体。
会員数は、3万6000人。事実上の本部は兵庫県西宮市にあるが、宗教法人としての登記上の本部は東京都町田市にある。

## 創始者
誠成公倫の創始者は八島義郎である。宗教家としてのみならず、芸術家・実業家としても活動した。現在の教団の代表者は、谷口紀子である。

## 所在地
兵庫県西宮市東浜町に、道場・研修施設・店舗棟を備えた「西宮研修所」を構えており、ここを事実上の本部としている。
アクセス
阪神バスまたは阪急バス「誠成公倫会館」バス停下車。
- 阪神バスの停留所は、誠成公倫の敷地内にある（阪急バス1番のりばと共用）。土曜・休日かつ開館日のみ、阪神甲子園との間で直行バスを9時台から16時台のみ運行する（平日は終日運休）。
- 阪急バスの停留所のうち、1番のりばは誠成公倫の敷地内にある（阪神バスのりばと共用）ため、開館日の9時ごろから18時すぎにかけては同のりばから発着するほか、西宮北口（一部はJR西宮止まり）との間で増発便が運行される。一方、開館日のうちそれ以外の時間帯と休館日は、道路上にある2番のりばから発着する。

このほか、東京都町田市や東京都大田区にも存在する。ここには、東京や神奈川から人が集まる。

## 沿革
八島義郎は、1914年に、江戸期に旗本を務めた家系に生まれた。父親は大成建設の幹部で、一家は各地を転居していたが、やがて関西に定住するようになる。富裕な家庭で、八島は少年期から多趣味だった。写真・絵画・彫刻に傾倒するうち、芸術家を志すようになる。修行のため、八島は1931年に家を出て、京都の仏師や神戸の彫物師に師事した。やがて、彫刻（木彫）に才能を発揮し、高村光雲とも親交を結び、彫刻家として一家を成すようになる。だが、戦後の混乱によって、彫刻によって生計を立てるのは難しくなった。そこで、八島は行商や倉庫番をするようになるが、貧困は解決しない。こうした窮状のなか、八島は、夢で啓示を受け、能勢町の山中の杣小屋に籠るようになる。ここで、昭和20年代末から昭和30年代はじめにかけ、キリスト教や仏教を学び、修行を積んだ。その結果、1956年に、八島は能力を会得する。そして、明くる1957年に、他者を救済するため、親和会という団体を結成した。この団体は、1961年に、能勢町から東成区玉造に移転する。1965年に名称を誠成公倫に改めた。

## 教義
三原則として、同質結集・循環（繰り返す）・相対（バランス）を挙げ、これらの原則に準拠することによって、真心で明るく正しい生活を目指す。また、父祖への畏敬も説かれ、日本人の源流である天照大御神と、日本国の基礎を築いた崇神天皇・応神天皇を祭祀する。こうした父祖への敬愛をもとに、各人が平和と幸福を実現するため、尽力するように説く。

## 祭神
天照大御神を主神とし、配祀神として、崇神天皇・応神天皇。
しかしながら事実上これは宗教法人として登記されるための便宜的なものであり、一応入信時に天照大御神の神札が授与されるものの、教団内で実際に崇敬や信仰されている様子は見られない。